# Folk on Crest
Folk on Crest es una banda de música folk salmantina que se formó en 2008 en torno al bar Malabar, situado en el Barrio del Oeste de Salamanca, donde trabajaba Daniel González. En él se reúnen Daniel, Yolanda Río, Sergio Grande, Bernardo Pérez y Óscar Sánchez de distintas procedencias (Salamanca, A Coruña, Asturias, Madrid), pero todos ellos afincados en Salamanca y comienzan su colaboración ofreciendo veladas musicales con las que terminan dando forma al grupo.
Aunque grabaron un primer trabajo autoproducido, fruto de la reunión y las sesiones fundacionales del grupo y bajo el título que da nombre a la banda, hay quién considera como su primer álbum el publicado en el año 2011, Calle de la Botica.
Desde las primeras fechas de su formación han participado en multitud de festivales nacionales e internacionales en España, Italia o Portugal: Folkez Blai, Festival “Abriendo Sentidos”, Festival Internacional do Mundo Celta de Ortigueira, Mozares Suena, Festival Iberfolk (Portugal), Granito Rock, ZangaFolk, Brintaal Celtic Folk (Italia), Festival Arco Atlántico, Festival Primavera Folk, Festival Burru Folk, Címbalo Folk, Sarmiento Folk, Festival Intercéltico de Sendim (Portugal) o Fonsofolk entre otros.

## Discografía

### Álbumes de estudio
- Folk on Crest (2008) con 8 canciones de estilo celta y más cercanas al folk gallego y asturiano que al castellano (único autoproducido y fuera de catálogos).
- Calle de la Botica (2011) con 12 canciones, 48 minutos.[3]
- Lonxe (2014) con 13 canciones, 49 minutos.[4]
- soMos (2021) con 12 canciones, 51 minutos.[5]

### Álbumes en directo
- 10 Años en Directo (2018) con 15 canciones, 70 minutos. Grabado en el Teatro Liceo de Salamanca durante la celebración de su décimo aniversario. [6]

## Giras
- 2012: Calle de la Botica
- 2016: Lonxe

- 2018: Gira X
- 2019: +10
- 2022: soMos
- 2023: 15 Primaveras
- 2024 y 2025: Enmarañando

## Integrantes
- Yolanda Río - Voz, gaita gallega, pandereta (desde 2008).
- Sergio Grande - Gaita asturiana, whistles, coros  (desde 2008).
- Bernardo Pérez -  Gaita y tamboril charros, pandero cuadrado, pandereta,  bodhrán, coros (desde 2008).
- Daniel González - Guitarras (desde 2028).
- Rubén Pérez - Violín, mandolina (2016-2023).[7][8]
- José Luis González "Kaos" - Percusión (2008-2015).[9]
- Óscar Sánchez - Bajo (2008-2012).[7]
- Paula Gómez -  Violín (desde 2024 hasta septiembre del mismo año).[8]
- Miguel Sagrado Torijano - Violín (desde septiembre de 2024)

## Reconocimientos
- En 2009 son elegidos para poner la banda sonora musical al documental Reserva de la Biosfera de las Sierras de Béjar y Francia financiado por fondos FEDER de la Unión Europea.[10]
- En 2011 son elegidos para poner música al documental Salamanca 1936 con financiación del Ministerio de la Presidencia y el Foro por la Memoria.[11]
- En 2013 fueron finalistas por votación popular en el proyecto Runas 2013 y participaron en el Festival de Ortigueira (Anexo: Festival de Ortigueira 2013) de ese año.[12]
- En 2019 fueron galardonados con el Premio MT 2019 al mejor disco folk del reino de León de 2018 por 10 años en directo.[13][14]
- En 2022 fueron finalistas por votación popular en el concurso Runas 2022, lo que les colocó en el cartel del Festival de Ortigueira de ese año.[15]